# Scotoplanetes
Genre
Synonymes
- Aphaenopsis (Scotoplanetes) Absolon, 1913[1]

Scotoplanetes est un genre de coléoptères de la famille des Carabidae. 

## Liste d'espèces
Selon Catalogue of Life (17 novembre 2019) :
- Scotoplanetes aquacultor Lakota, Lohaj & Dunay, 2010
- Scotoplanetes arenstorffianus (Absolon, 1913)